# Кораблекрушение RMS Tayleur
Кораблекрушение RMS «Tayleur» (21 января 1854 года) — одна из первых катастроф морского пассажирского транспорта с несколькими сотнями жертв, не связанных с военными действиями. Для своего времени судно было крупным, мощным, скоростным и технически продвинутым. 19 января оно отправилось в своё первое плавание, а 21 января село на мель и затонуло, погрузившись на глубину 18 метров недалеко от небольшого острова Ламбей, ныне Ирландия, близ Дублина. В результате аварии погибло 362 человека, 290 удалось спастись.
Основной причиной трагедии стал человеческий фактор. Как впоследствии показали четыре следственных процесса, команда корабля (71 человек) была в основном набрана из случайных или малоквалифицированных моряков. К примеру, капитану Джону Ноублу было всего 29 лет. Из 71 члена команды только 37 были профессиональными матросами, причём 10 из них практически не владели английским языком. Некоторые записались матросами с целью получить бесплатный билет в Австралию. Как оказалось позже, большинство членов экипажа выжило.

## Строительство
«Тайлёр» был спроектирован Уильямом Ренни из Ливерпуля для «Charles Moore & Company» и построен на железоделательном заводе Чарльза Тайлёра в Уоррингтоне. Спуск на воду реки Мерси состоялся 4 октября 1853 года, через 6 месяцев после закладки корпуса, судно было названо в честь основателя завода.
Длина судна — 230 футов (70 м), наибольшая ширина — 40 футов (12 м), водоизмещение — 1750 т, вместимость — 4000 т, число палуб — 3, глубина грузовых помещений — 28 футов (8,5 м).
Судно было зафрахтовано «Уайт Стар лайн» для маршрута Ливерпуль (Англия) — Мельбурн (Австралия), который пользовался большим спросом в связи с золотой лихорадкой в Австралии.

## Крушение

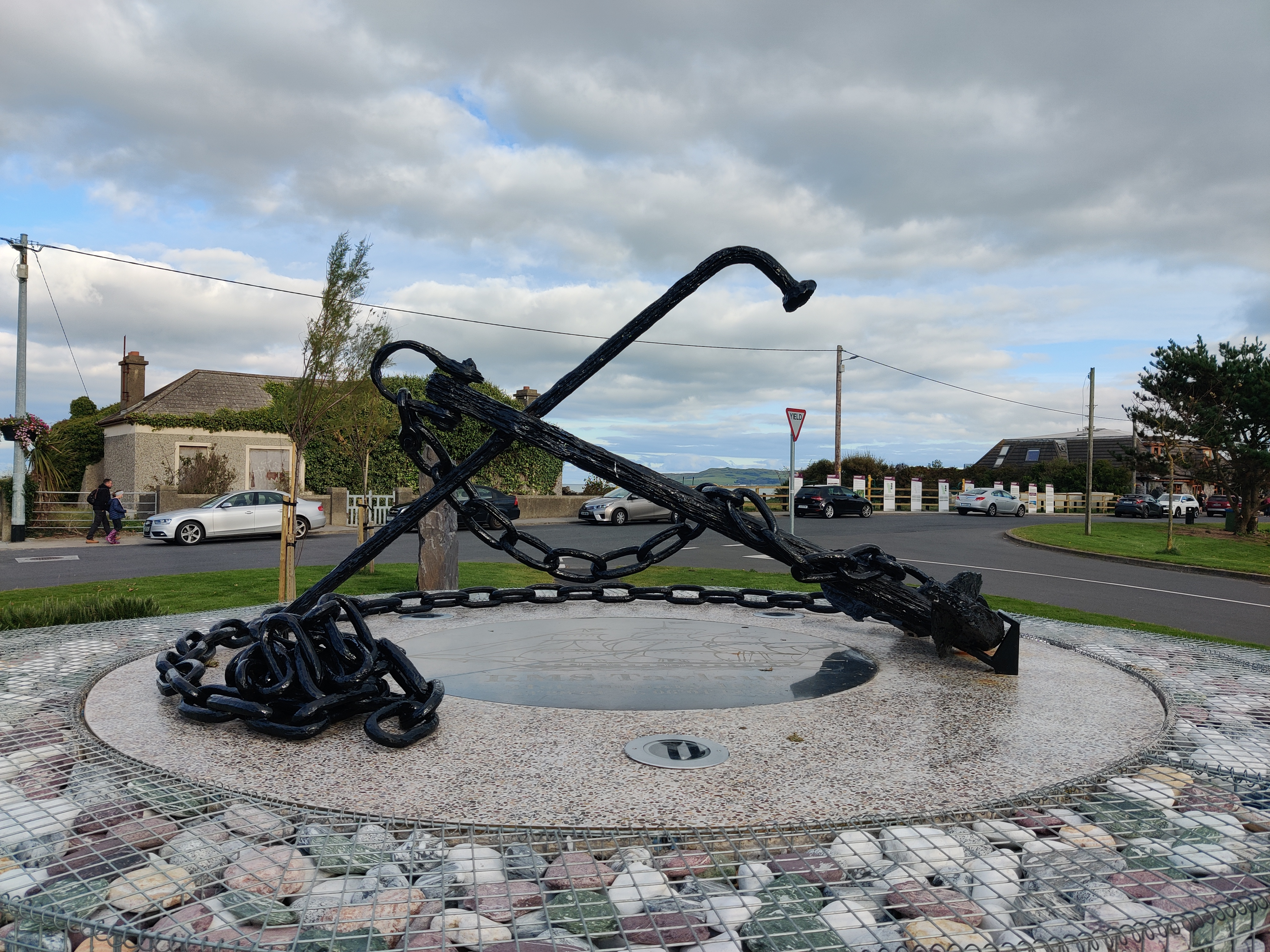
Мемориал в Дублине, открытый в 1999 году

«Тайлёр» покинул Ливерпуль 19 января 1854 года, чтобы совершить первое плавание. Всего на борту находилось 652 человека. Капитаном был 29-летний Джон Нобл. Среди 71 члена команды было лишь 37 профессиональных моряков, из которых 10 человек к тому же не говорили по-английски.
Железный корпус стал причиной ошибки в показаниях магнитного компаса. На борту считали, что держат курс на юг, пересекая Ирландское море, тогда как на самом деле шли на запад в сторону Ирландии. Через двое суток хода, 21 января, в штормовую погоду, судно оказалось в тумане близ острова Ламбей. Перо руля для столь крупного судна было недостаточно велико, такелаж не был правильно обтянут, ослаб и не позволял управлять парусами, в результате чего судно, даже бросив оба якоря, наткнулось на скалы у восточного берега острова в пяти милях от Дублинского залива.
Первая спущенная с борта судна шлюпка была разбита в щепки, попыток спустить остальные не предпринималось. Берег оказался так близко, что на него удалось положить срубленную мачту, и несколько человек сумели перебраться по ней на сушу и провести верёвки, с помощью которых эвакуировались другие. Капитан Нобл оставался на борту до последней возможности, после чего прыгнул в воду и был спасён.
Судно отнесло дальше от берега, где оно легло на дно на довольно глубоком месте так, что над водой оставались лишь верхушки мачт. С одной из них 14 часов спустя силами береговой охраны сняли последнего пассажира, за что командир ялика Джордж Финли удостоился серебряной медали.

## Расследования
Газеты сразу же обвинили в крушении команду судна, но коронер перенёс обвинения с капитана на судовладельцев, инкриминировав им преступную небрежность, в результате которой судно вышло в плавание с неисправными компасами. Министерство торговли при этом указало, что капитан не подавал звуковых сигналов, как положено делать при плохой видимости. Адмиралтейство привлекло инспектора по железным судам, и в Ливерпуле производилась оценка пригодности капитана Нобла к командованию. Все четыре расследования пришли к согласным выводам.
Причинами кораблекрушения назвали:
- ошибку компаса из-за того, что после его установки на палубе разместили ещё и железный паровой речной катер;
- отсутствие мачтового компаса, расположенного дальше от корпусного железа;
- северное течение в Ирландском море (то же, которое отнесло к северу «Грейт Бритн» и отчасти привело его к посадке на мель 22 сентября 1846 года);
- боковой снос ветром;
- недостаточную и плохо обученную команду;
- малую маневренность судна, слишком большой радиус поворота;
- обрыв цепей при попытке поставить судно на якорь[источник не указан 1272 дня];
- то, что капитан пострадал при падении (ударился головой);
- недостаток спасательных поясов и панику на борту — умевшие плавать и не потерявшие самообладания спаслись.

Точное число людей на борту вызывает споры. В различных источниках фигурируют числа от 528 до 680 человек (современное исследование приводит число 662), и погибших — от 297 до 380, при этом из более ста женщин на борту спаслись только 3, вероятно, из-за непригодной для плавания одежды по моде того времени. При этом людям, достигшим берега, приходилось взбираться на скалу высотой с восьмиэтажный дом.

## Останки

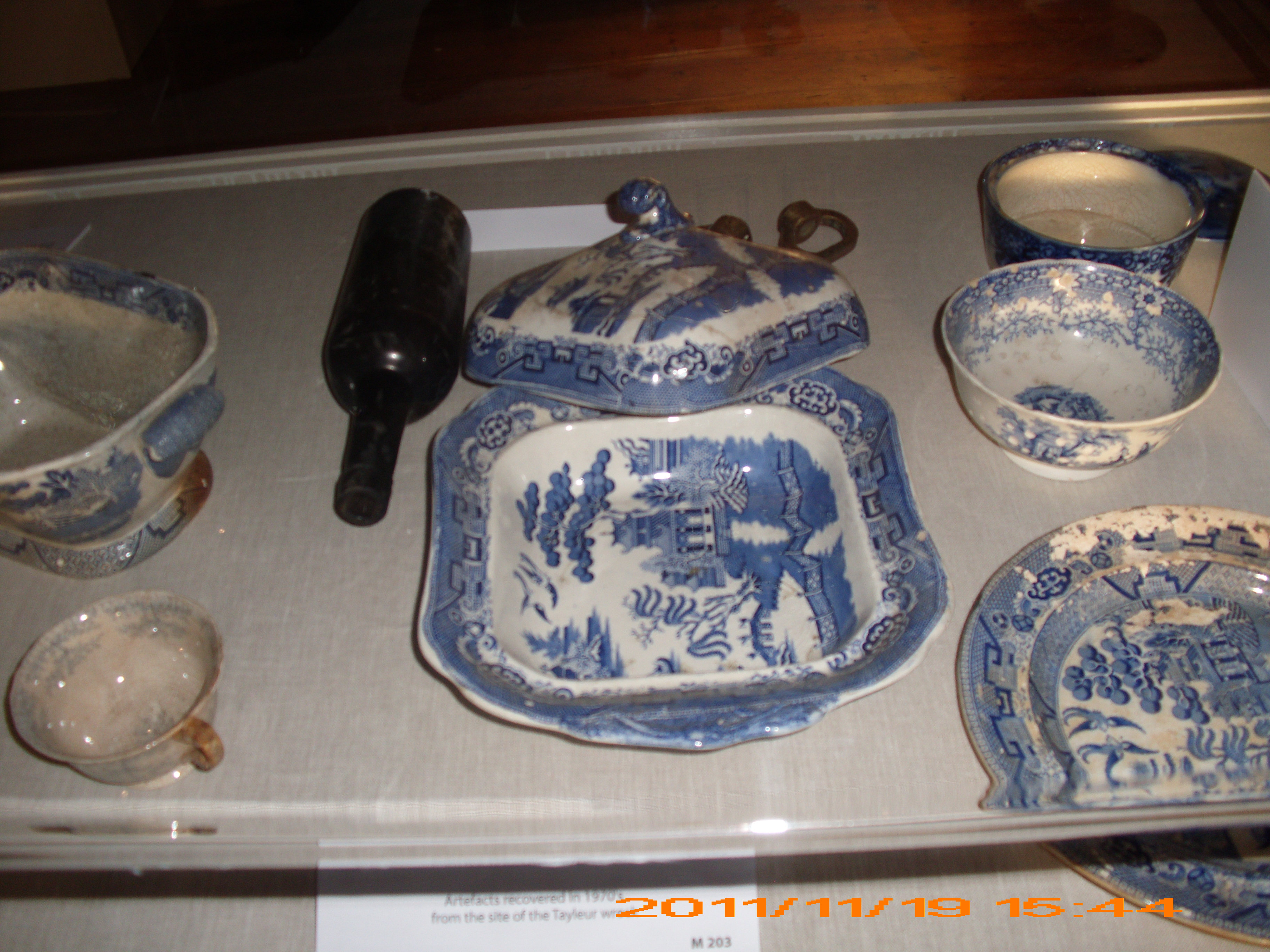
Находки в Морском музее Ирландии

Останки судна были заново открыты в 1959 году ирландским клубом ныряльщиков. Поскольку кораблекрушение произошло более 100 лет назад, посещать их можно лишь с разрешения ирландских властей.
Корпус судна лежит на глубине 17 метров в приблизительно тридцати метрах от юго-восточной оконечности острова Ламбей в точке 53°28′54″ с. ш. 06°01′12″ з. д.. Сохранились обшивка, вспомогательный паровой двигатель, меньшая мачта. Деревянные части были разобраны вскоре после кораблекрушения. Предметы, поднятые с места крушения, экспонируются в музее.